# 沃伊拉波特里
沃伊拉波特里（法語：Veuilly-la-Poterie，法語發音：[vœji la pɔtʁi]）是法国上法蘭西大區埃纳省的一个市镇，属于蒂耶里堡区。

## 地理
沃伊拉波特里（49°5'6"N, 3°12'44"E）面积7.54 平方千米，位于法国上法蘭西大區埃纳省，该省份为法国北部内陆省份，北起北部省，西接索姆省和瓦兹省，东临阿登省和马恩省，西南至塞纳-马恩省，东北部与比利时接壤。
与沃伊拉波特里接壤的市镇（或旧市镇、城区）包括：比西亚尔、冈德吕、欧特韦讷、奥尔苏瓦地区马里尼、圣让古尔夫。

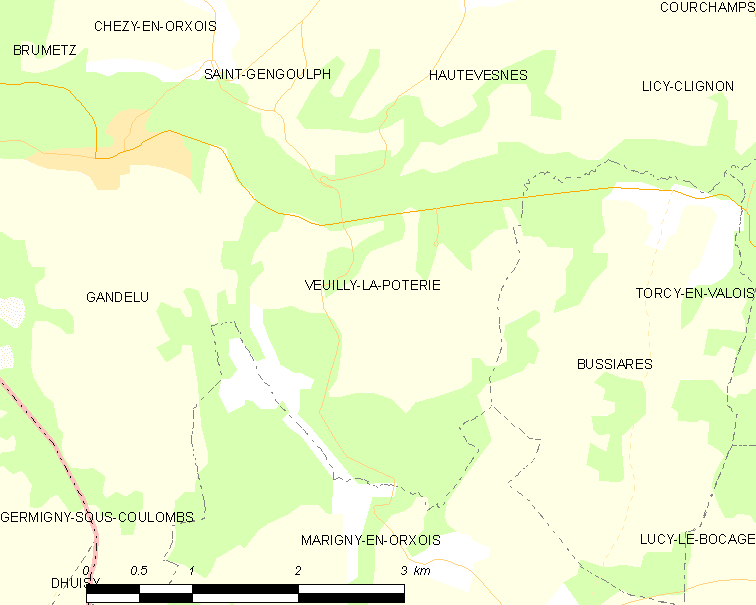
沃伊拉波特里的OSM定位图

沃伊拉波特里的时区为UTC+01:00、UTC+02:00（夏令时）。

## 行政
沃伊拉波特里的邮政编码为02810，INSEE市镇编码为02792。

## 政治
沃伊拉波特里所属的省级选区为马恩河畔埃索姆县。

## 人口

1962-2008年间沃伊拉波特里人口变化图示

沃伊拉波特里于2022年1月1日时的人口数量为155人。